# SQL بدون توقف
SQL بدون توقف یک تبلیغ است سیستم مدیریت پایگاه داده رابطه ای که برای تحمل خطا و مقیاس پذیری، در حال حاضر توسط شرکت هیولت پاکارد. آخرین نسخه SQL / MX 3.4 است.
این محصول در ابتدا توسط Tandem Computers توسعه داده شد. Tandem در سال 1997 توسط Compaq خریداری شد. Compaq بعداً توسط Hewlett-Packard در سال 2002 خریداری شد. هنگامی که هیولت پاکارد در سال 2015 به HP Inc. و Hewlett Packard Enterprise تقسیم شد، NonStop SQL و بقیه خط تولید NonStop به شرکت Hewlett Packard Enterprise رفت.
این محصول در درجه اول برای پردازش تراکنش های آنلاین استفاده می شود و برای سازمان هایی که نیاز به دسترسی و مقیاس پذیری بالا برای سیستم پایگاه داده خود دارند، طراحی شده است. کاربران معمولی این محصول، بورس ها، مخابرات، POS و شبکه های خودپرداز بانکی هستند. 

## تاریخ
NonStop SQL طوری طراحی شده است که به طور مؤثر بر روی رایانه های موازی اجرا شود و قابلیت هایی را برای داده های توزیع شده، اجرای توزیع شده و تراکنش های توزیع شده اضافه می کند.
اولین بار در سال 1987 منتشر شد، نسخه دوم در سال 1989 قابلیت اجرای پرس و جوها را به صورت موازی اضافه کرد و محصول به دلیل اینکه یکی از معدود سیستم هایی بود که تقریباً به صورت خطی با تعداد پردازنده های موجود در دستگاه مقیاس می شود، بسیار معروف شد: افزودن یک CPU دوم یک سرور SQL بدون توقف تقریباً عملکرد آن را دو برابر کرد.
نسخه دوم /MP را برای Massively Parallel به نام خود اضافه کرد. نسخه سوم، NonStop SQL/MX، محصولی را ایجاد کرد که نسبت به نسخه قبلی خود با ANSI SQL سازگارتر بود. NonStop SQL/MX از سال 2002 بر روی پلتفرم NonStop ارسال شده است و می تواند به جداول ایجاد شده توسط NonStop SQL/MP دسترسی داشته باشد، اگرچه فقط "جدول SQL/MX بومی" انطباق ANSI و بسیاری از پیشرفت های "مانند اوراکل" را ارائه می دهد. پلتفرم هوش تجاری HP Neoview با استفاده از NonStop SQL به عنوان منشا آن ساخته شد. NonStop SQL/MX تنها محصول پایگاه داده OLTP HP است.
بخش‌هایی از پایگاه کد Neoview در سال 2014 با نام Trafodion منبع باز شد که اکنون یک پروژه سطح بالای آپاچی است.

## همچنین ببینید
- بدون توقف (رایانه های سرور)